# Брезје (Севница)
Брезје (словен. Brezje) је насељено место у општини Севница, Посавска регија, Словенија.

## Историја
До територијалне реорганизације у Словенији било је у саставу старе општине Севница. Као самостално насеље, Брезје постоји од 2006. године. Настао је издвајањем дела из насеља Говеји Дол.

## Становништво
У попису становништва из 2011. године, Брезје је имало 19 становника.
| Број становника према пописима |
| ------------------------------ |
| 2011                           |
| 19                             |

Напомена: Године 2006. настала издвајањем дела из насеља Говеји Дол.